# Ordine nazionale al merito (Francia)
L'Ordine nazionale al merito (in lingua francese Ordre national du mérite ) è un ordine cavalleresco concesso dalla Repubblica Francese, che venne creato nel 1963 dal presidente Charles de Gaulle.

## Storia
L'Ordine nazionale al merito venne fondato il 3 dicembre 1963 dal presidente francese Charles de Gaulle, a seguito della riforma del sistema delle decorazioni avviata nel 1958 dall'allora gran cancelliere, il generale Catroux, con il sostegno del generale de Gaulle, in una Francia che attraversava un periodo di completa modernizzazione. Già fondatore dell'Ordine della Liberazione durante la Seconda guerra mondiale, il generale de Gaulle fu particolarmente coinvolto nella creazione di questo nuovo ordine. L'ordine ha una propria organizzazione, regola e gerarchia, modellate su quelle della Legion d'Onore; ha un Consiglio dell'Ordine specifico composto da 12 membri, sotto l'autorità del Gran Maestro, nonché il presidente della Repubblica. Il Consiglio dell'Ordine è responsabile della revisione, della deliberazione e dell'approvazione. La procedura per il conferimento dell'ordine nazionale al merito è simile a quella della Legion d'Onore. L'ordine francese conta circa 185.000 membri; 306.000 membri sono stati ammessi o promossi in 50 anni. La metà degli insigniti deve essere donna.

## Classi
L'ordine dispone delle seguenti classi di benemerenza:
- Cavaliere di gran croce
- Grand'ufficiale
- Commendatore
- Ufficiale
- Cavaliere

|           |           |              |                 |                         |
| Medaglie  |           |              |                 |                         |
|           |           |              |                 |                         |
| Nastri    |           |              |                 |                         |
| Cavaliere | Ufficiale | Commendatore | Grand'ufficiale | Cavaliere di gran croce |

## Insegne

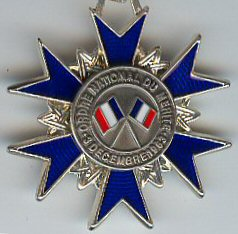
Rovescio della medaglia dell'ordine.

La medaglia e la placca dell'ordine vennero disegnati dallo scultore francese Max Leognany.
- La medaglia consisteva in una croce maltese smaltata di blu, contornata da una corona d'alloro unente le braccia. Sul diritto, il disco centrale riporta la testa della Marianne, circondata dalla legenda "République Française". Sul retro, invece, si trovava un disco con un tricolore crociato circondato dal nome dell'ordine e dalla sua data di fondazione. L'insegna è sospesa al nastro attraverso una corona d'alloro.
- La stella, indossata dai cavalieri di gran croce consisteva in una croce a dodici braccia, con raggi uscenti e con al centro la testa della Marianne circondata dalla legenda "République Française", dal nome dell'ordine e da una corona d'alloro. Il rovescio della medaglia presenta due bandiere tricolori con la scritta "Ordine Nazionale al Merito" e la data "3 dicembre".
- Il nastro della medaglia è completamente blu e può esservi una rosetta semplice o montata su una barra argentata o dorata a seconda dei gradi.

## Ordini scomparsi con l'istituzione dell'Ordine nazionale al merito
La fondazione di questo ordine nel 1963 portò alla scomparsa di alcuni ordini fondati precedentemente dalla Repubblica francese e ormai completamente obsoleti e decaduti.
Ordini coloniali
- Ordine della Stella d'Anjouan (1874)
- Ordine del Nichan el Anouar (1887)
- Ordine della Stella nera (1889)

Ordini speciali di merito
- Ordine al Merito Sociale (1936)
- Ordine al Merito della Salute Pubblica (1938)
- Ordine al Merito del Commercio e dell'Industria (1939)
- Ordine al Merito dell'Artigianato (1948)
- Ordine al Merito del Turismo (1949)
- Ordine al Merito dei Combattenti (1953)
- Ordine al Merito Postale (1953)
- Ordine dell'Economia Nazionale (1954)
- Ordine al Merito Sportivo (1956)
- Ordine al merito del lavoro (1957)
- Ordine al merito militare (1957)
- Ordine al merito civile (1957)
- Ordine al Merito del Sahara (1958)